# فولاد کم‌آلیاژ پراستحکام
فولاد کم‌آلیاژ پراستحکام که گاه «ریزآلیاژ» نیز نامیده می‌شود، نوعی فولاد آلیاژی است که با افزودن مقدار اندکی از عناصر آلیاژی مانند وانادیم، کلمبیم و تیتانیم تهیه می‌شود و برتری‌هایی بر فولاد کربنی معمولی دارد. اساساً این نوع فولادها با فولاد کربنی معمولی متفاوت بوده و از نظر دسته بندی شناسایی و انتخاب مواد فلزی در یک دسته بندی علمی جدیدی نسبت به فولاد کربنی معمولی قرار می گیرند. مشخصه عمومی و ویژگی کلی فولاد کم آلیاژ پراستحکام کم بودن درصد عناصر آلیاژی افزوده شده به آن جهت تولید فولاد کم آلیاژ پراستحکام است. به عنوان یک متد جدید برای تولید کردن فولاد کم آلیاژ پراستحکام از تکنولوژی وارد کردن مواد آلیاژی شیمیایی دقیق در هنگام تولید کردن فولاد کم آلیاژ پراستحکام می توان استفاده کرد.
به سبب استحکام زیاد ریزآلیاژها، این‌گونه فلزات را می‌توان در ساخت قطعات باریک به کار برد. در صنایعی که کاهش وزن در درجه اول توجه قرار دارد (مانند صنایع خودرو) استفاده از ریزآلیاژها رونق بیشتری دارد. استحکام محصولی که با این مواد ساخته می‌شود بدون عملیات حرارتی از ۴۱۵ تا ۸۲۵ مگاپاسکال تغییر می‌کند.
با توجه به اینکه ریزآلیاژ در قطعه‌های فلزی باریک‌تر به کار می‌رود، خوردگی باعث کاهش چشمگیر استحکام در این‌گونه فلزات می‌شود. اما، می‌توان با افزودن عناصری همچون مس، سیلیکون، نیکل، کروم و فسفر بر مقاومت قطعه در برابر خوردگی جوی افزود که این امر خود مستلزم صرف هزینه‌است. گالوانیزه کردن، پوشش با روی و آبکاری‌های ضدزنگ دیگر می‌تواند ریزآلیاژها را در برابر خوردگی محافظت نماید.
ریزآلیاژها معمولاً محتوی ۰٫۱۵ تا ۰٫۵۵ درصد کربن، ۰٫۶ تا ۱٫۶۵ درصد منگنز، ۰٫۱۵ تا ۰٫۶۵ درصد سیلیکون و مقادیر اندکی از وانادیم، کلمبیم (نیوبیم)، تیتانیم یا نیکل و مولیبدن هستند. وانادیم، کلمبیم و تیتانیم‌کاربید و/یا نیتریدهایی تولید می‌کنند که در اکثر دماهای فورجینگ در محلول جامد باقی می‌مانند، اما در فرایند سرد کردن که در سرعت‌های کنترل شده انجام می‌شود رسوب می‌شوند. پدیده رسوب سبب افزایش قدرت این فلزات پس از عملیات فورجینگ و سرد کردن کنترل شده می‌شود.
گروه‌هایی از ریزآلیاژها با نام «شکل‌پذیری بهبود یافته» (تولید شده با ASTM A۷۱۵ و ASTM A۶۵۶) استحکامی معادل با ۸۰٬۰۰۰ psi دارند، در حالیکه تنها با صرف ۲۴٪ هزینه بیشتر از فولاد کربنی غیرآلیاژی که استحکامی برابر psi ۳۴٬۰۰۰ دارد به این نیرو دست می‌یابیم. چون ریزآلیاژها باید با فلزات دیگر سازه‌ای مانند AISI ۱۰۱۰ و آلومینیم رقابت کنند، باید تا حد امکان ارزان باشند. اما ساختن چنین محصولی تا حد زیادی رؤیایی است. در محصول نهایی با افزایش و کاهش‌های متعددی روبرو می‌شویم که با توجه به نیاز خود باید مورد مناسب را استفاده کنیم. برای مثال، افزایش قدرت از ۳۵٬۰۰۰ تا ۸۰٬۰۰۰ به کاهش ۳۰ تا ۴۰ درصدی شکل‌پذیری می‌انجامد.
ریزآلیاژهای عنوان شده در بالا اصولاً برای استفاده در صنعت خودرو و به خصوص در قسمت‌هایی ساخته شده‌اند که کاهش وزن بدون از دست دادن قدرت اهمیت دارد. مثلاً قطعات شاسی، سیستم هدایت‌کننده و تعلیق، سپر و لاستیک نمونه‌هایی از استفاده اینگونه ریزآلیاژها در اتومبیل‌های سواری است.
در دستگاه‌هایی همچون جرثقیل، مخلوط‌کن بتن، ماشین‌های کشاورزی، کامیون‌ها، تریلرها، برج‌های انتقال قدرت، میل‌های ریزآلیاژی با حداقل قدرت ۵۰٬۰۰۰ تا ۷۰٬۰۰۰ استفاده می‌شوند. شکل‌دادن، کنده‌کاری، اره کردن و انجام ماشینکاری‌های دیگر بر روی ریزآلیاژها ۲۵ تا ۳۰ درصد بیشتر از فولادها انرژی می‌برد.
ریزآلیاژها بر خلاف اکثر فولادهای کربنی در مقابل خوردگی مقاومت زیادی دارند. برای مثال «فرشته شمال» در انگلستان (که به‌طور عمده از آلیاژی با نام COR-TEN که از مقدار اندکی مس تشکیل شده‌است، ساخته شده) نمونه بارزی از ریزآلیاژهای بی‌رنگ است. چگالی ریزآلیاژها معمولاً ۷۸۰۰kg/m³ است.
فولادهای کم آلیاژ مستحکم High-Strength Low-Alloy به اختصار HSLA نوعی از آلیاژهای فولاد می‌باشد که خواص مکانیکی بهتر و مقاومت در برابر خوردگی بیشتری نسبت به فولادهای آلیاژی کربن دارند. HSLA با سایر فولادها متفاوت می‌باشند. بدین صورت که آن‌ها صرفاً جهت دارا بودن ترکیب شیمیایی خاصی تولید نمی‌شوند، بلکه برای برخورداری از خاصیت مکانیکی بهتری ساخته می‌شوند.
به سبب استحکام زیار فولادهای کم آلیاژ با مقامت بالای HSLA این گونه فلزات در ساخت قطعات باریک کاربرد گسترده‌ای دارند. در صنایعی که کاهش وزن قطعه در درجه اول اهمیت قرار دارد مانند صنایع خودروسازی، استفاده از HSLA کاربرد بیشتری دارد. استحکام محصولاتی که با فولادهای کم آلیاژ HSLA ساخته می‌شوند، بدون عملیات حرارتی از 415 MPa تا 825 MPa متغیر می‌باشد.
HSLA دارای ترکیب کربن به مقدار ۰٫۰۵ تا ۰٫۲۵ درصد می‌باشد تا شکل‌پذیری و جوش پذیری بهتری داشته باشد. از آلیاژهای دیگر می‌توان به ۲٫۰ درصد منگنز و مقادیر کمی از مس، نیکل، نوبیوم، نیتروژن، وانادیوم، کروم، مولیبدنیوم، تیتانیوم، کلسیم، عناصر کمیاب در زمین و زیرکنیوم اشاره کرد. [۲] [۱] مس، تیتانیوم، وانادیوم و نوبیوم برای قوی تر کردن فولاد به ان افزوده می‌شوند. [۲] این عناصر میکروساختار فولاد کربنی را بهبود می‌بخشند که معمولاً مجموعهٔ آلیاژ آهن و کربن لایه‌ای می‌باشد تا پراکندگی آلیاژ کاربید خوبی تولید کند. این ویژگی باعث از بین رفتن تأثیر کاهش سختی و شکست حجمی آلیاژ آهن و کربن شده و باعث افزایش قدرت ماده به وسیلهٔ تصحبح کردن اندازه دانه می‌شود که در مورد آلیاژ آهن و کربن باعث افزایش قدرت تسلیم آن به میزان ۵۰ درصد در تمامی نیم قطر دانه متوسط می‌شود.
افزایش قدرت به وسیله ته‌نشینی تأثیر کمی در افزایش تسلیم دارد. قدرت شکست HSLA بین ۲۵۰ تا ۵۹۰ مگاپاسکال می‌باشد. به دلیل قدرت و سختی زیاد HSLA ساخت آن‌ها نیازمند ۲۵ تا ۳۰ درصد قدرت بیشتر در مقایسه با فولادهای کربنی می‌باشد. [۲]
مس، نیکل، سیلیکون، کروم و فسفر جهت افزایش مقاومت در برابر خوردگی و زنگ زدگی افزوده می‌شوند. زیرکنیوم، کلسیم و عناصر کمیاب در زمین به کنترل شکل به وسیلهٔ افزودن سولفید افزوده می‌شوند تا شکل‌پذیری HSLA را افزایش دهند. این عناصر به این دلیل افزوده می‌شوند که HSLA دارای خواص مختلف در جهات مختلف را دارد. به عنوان مثال، شکل‌پذیری و مقاومت در برابر ضربه در طول و در جهت متقاطع بر آن در دانه تغییرات شدیدی دارد. خم‌هایی که به صورت موازی در طول دانه ایجاد می‌شوند معمولاً در لبه بیرونی باعث شکست می‌شوند زیرا باعث بار کششی می‌شوند. این تغییرات متناشب با جهت در HSLA کاهش می‌یابند زیرا بوسیله‌ای کنترل شکل با سولفید ساخته شده‌اند. [۲]
HSLA در خودروها، کامیون‌ها، جرثقیل‌ها، ترن هوایی‌ها و سایر وسایلی که باید نیروهای شدیدی را تحمل کنند یا نسبت قدرت به وزن زیادی داشته باشند استفاده می‌شود. [۲] مقطع و ساختار HSLA معمولاً ۲۰ تا ۳۰ درصد کم وزن تر از فولاد کربنی با همان قدرت است. [۴] [۳]
HSLA همچنین در برابر زنگ زدگی مقاومت بیشتری نسبت به فولادهای کربنی دارد زیرا آن‌ها ترکیب آهن و کربن کمتری دارند. معمولاً چگالی HSLA در حدود ۷۸۰۰ کیلوگرم بر متر مکعب است. [۵]
در دستگاه‌هایی مانند جرثقیل، مخلوط کن بتن، ماشین‌های کشاورزی، کامیون‌ها، تریلرها، برج‌های انتقال قدرت، میل‌های HSLA با حد اقل قدرت ۵۰۰۰۰ تا ۷۰۰۰۰ مورد استفاده قرار می‌گیرند.
همچنین در مورد فولادهای کم آلیاژ با قدرت زیاد HSLA می‌توان این نکته را متذکر شد که شکل‌دادن، کنده کاری، اره کردن و انجام سایر ماشین کاری‌ها بر روی این فولادها نیازمند ۲۵ تا ۳۰ درصد انرژی بیشتر در مقایسه با سایر آلیاژهای فولادی می‌باشد.

## · طبقه‌بندی فولادهای کم آلیاژ HSLA

### - فولادهای مقاوم در آب و هوا (Weathering steels)
فولادهایی که مقاومت بیشتری در برابر خوردگی دارند. مانند COR-TEN. این نوع آلیاژها در ترکیب ساخت خود مقدار کمی فسفر و مس دارند تا میزان مقاومت آن‌ها در برابر فرسایش‌های آب و هوایی افزایش یابد.

### - فولادهای رول شده با کنترل (Control-rolled steel)
رول‌های داغ فولاد که ساختار بسیار گسیخته آستینیت دارند که به ساختار آهن و کربنی مکعبی خوبی ضمن فرایند سرد کردن تبدیل می‌شوند.

### - فولادهای کم پرلیت (Pearlite-reduced steel)
فولادهای با کربن کم یا بدون کربن که ساختار دانه‌ای آهن و کربن خوبی دارند که به وسیله ته‌نشینی افزایش قدرت می‌یابند.

### - فولادهای فریت (Acicular ferrite steel)
این فولادها به وسیله ساختار آهن و کربنی سوزنی، مقدار بسیار کمی کربن و سخت سازی خوبی افزایش قدرت داده می‌شوند. درصد کربن در این نوع فولادها بسیار اندک است و خواصی همچون جوش پذیری و شکل‌پذیری خوبی را دارند.

### - فولادهای دو فازی (Dual-phase steel)
این فولادها میکرو ساختار آهن و کربنی متشکل از مقدار کم و بکنواخت مارتنزیت دارند. این میکرو ساختار باعت کاهش قدرت تسلیم، افزایش درجه سختی و شکل‌پذیری خوب می‌شود. [۱]. فولادهای دو فاز شکل‌پذیری خوبی را دارند و همچنین استحکام کششی آن‌ها بالاست.

### - فولادهای میکروآلیاژی (Micro-alloyed steel)
فولادی که دارای مقدار کمی نوبیوم، وانادیوم و/یا تیتانیوم می‌باشد که باعث بهبود اندازه دانه و/یا سخت شدن به وسیله ته‌نشینی می‌شود.
نوع معمولی از Micro-alloyed steel بهبود یافته از نظر شکل پذیری HSLA می باشد. این نوع، قدرت تسلیم تا 80.000 psi (550 MPa) دارند ولی تنها 24 درصد بیشتر از فولاد A360 با 36.000 psi (250 MPa) هزینه دارند. یکی از نقاط منفی این نوع فولاد این است که 30 تا 40 درصد کمتر شکننده می باشند. در ایالات متحده این نوع فولاد بر اساس استاندارد ASTM به دسته های A1008/A1008M و A1011/A1011M برای ورق های فلزی و A656/A656M برای صفحات فلزی تقسیم می شوند. این فولاد ها برای خودروسازی جهت حفظ قدرت در عین کاهش وزن تولید شده اند. برای نمونه : میله های استحکام در، شاسی، تقویت ترمز، سیستم هداین و تعلیق، ضربه گیر و چرخ ها. [6] [2]

## کاربرد آلیاژهای HSLA
آلیاژهای HSLA در صنایع سنگین هم چون لوله‌های نفت و گاز، تولید تجهیزات و ماشین آلات صنعتی کشاورزی، ماشین‌های چمن زنی، جرثقیل، مخلوط کن بتن، کامیون‌ها، تریلرها، برج‌های انتقال قدرت و… می‌باشد.
فولادهای HSLA به دلیل وزن کم و مقاومت بسیار بالا، در صنایع خودرو سازی بسیار پر کاربرد هستند.

## طبقه‌بندی SAE
Society of Automotive Engineers به اختصار SAE (انجمن مهندسان خودروسازی) استانداردهای فولادهای کم آلیاژ HSLA را تعیین می‌کند، زیرا HSLA به دلیل دارا بودن خواص مطلوب برای استفاده در خودروها معمولاً در این حوزه به کار می‌رود.
| درجه | حداکثر درصد کربن | حداکثر درصد منگنز | حداکثر درصد فسفر | حداکثر درصد سولفور | حداکثر درصد سیلیکون | نکته                           |
| 942X | ۰٫۲۱             | ۱٫۳۵              | ۰٫۰۴             | ۰٫۰۵               | ۰٫۹۰                | با نوبیوم یا وانادیوم          |
| 945A | ۰٫۱۵             | ۱٫۰۰              | ۰٫۰۴             | ۰٫۰۵               | ۰٫۹۰                |                                |
| 945C | ۰٫۲۳             | ۱٫۴۰              | ۰٫۰۴             | ۰٫۰۵               | ۰٫۹۰                |                                |
| 945X | ۰٫۲۲             | ۱٫۳۵              | ۰٫۰۴             | ۰٫۰۵               | ۰٫۹۰                | با نوبیوم یا وانادیوم          |
| 950A | ۰٫۱۵             | ۱٫۳۰              | ۰٫۰۴             | ۰٫۰۵               | ۰٫۹۰                |                                |
| 950B | ۰٫۲۲             | ۱٫۳۰              | ۰٫۰۴             | ۰٫۰۵               | ۰٫۹۰                |                                |
| 950C | ۰٫۲۵             | ۱٫۶۰              | ۰٫۰۴             | ۰٫۰۵               | ۰٫۹۰                |                                |
| 950D | ۰٫۱۵             | ۱٫۰۰              | ۰٫۱۵             | ۰٫۰۵               | ۰٫۹۰                |                                |
| 950X | ۰٫۲۳             | ۱٫۳۵              | ۰٫۰۴             | ۰٫۰۵               | ۰٫۹۰                | با نوبیوم یا وانادیوم          |
| 955X | ۰٫۲۵             | ۱٫۳۵              | ۰٫۰۴             | ۰٫۰۵               | ۰٫۹۰                | با نوبیوم، وانادیوم یا نیتروژن |
| 960X | ۰٫۲۶             | ۱٫۴۵              | ۰٫۰۴             | ۰٫۰۵               | ۰٫۹۰                | با نوبیوم، وانادیوم یا نیتروژن |
| 965X | ۰٫۲۶             | ۱٫۴۵              | ۰٫۰۴             | ۰٫۰۵               | ۰٫۹۰                | با نوبیوم، وانادیوم یا نیتروژن |
| 970X | ۰٫۲۶             | ۱٫۶۵              | ۰٫۰۴             | ۰٫۰۵               | ۰٫۹۰                | با نوبیوم، وانادیوم یا نیتروژن |
| 980X | ۰٫۲۶             | ۱٫۶۵              | ۰٫۰۴             | ۰٫۰۵               | ۰٫۹۰                | با نوبیوم، وانادیوم یا نیتروژن |

| درجه          | فرم                                          | حداقل مقاومت تسلیم (psi(MPa | حداقل مقاومت کششی نهایی(psi(MPa |
| 942X          | صفحه، اشکال و میله‌های تا ۴ اینج              | ۴۲٬۰۰0 (290)                | ۶۰٬۰۰0 (414)                    |
| 945A, C       | ورق و نوار                                   | ۴۵٬۰۰0 (310)                | ۶۰٬۰۰0 (414)                    |
| 945A, C       | صفحه، اشکال و میله                           |                             |                                 |
| 945A, C       | ۰ تا ۰٫۵ اینچ                                | ۴۵٬۰۰0 (310)                | ۶۵٬۰۰0 (448)                    |
| 945A, C       | ۰٫۵ تا ۱٫۵ اینچ                              | ۴۲٬۰۰0 (290)                | ۶۲٬۰۰0 (427)                    |
| 945A, C       | ۱٫۵ تا ۳ اینچ                                | ۴۰٬۰۰0 (276)                | ۶۲٬۰۰0 (427)                    |
| 945X          | صفحه، نوار، اشکال و میله‌ها تا ۱٫۵ اینچ       | ۴۵٬۰۰0 (310)                | ۶۰٬۰۰0 (414)                    |
| 950A, B, C, D | ورق و نوار                                   | ۵۰٬۰۰0 (345)                | ۷۰٬۰۰0 (483)                    |
| 950A, B, C, D | صفحه، اشکال و میله                           |                             |                                 |
| 950A, B, C, D | ۰ تا ۰٫۵ اینچ                                | ۵۰٬۰۰0 (345)                | ۷۰٬۰۰0 (483)                    |
| 950A, B, C, D | ۰٫۵ تا ۱٫۵ اینچ                              | ۴۵٬۰۰0 (310)                | ۶۷٬۰۰0 (462)                    |
| 950A, B, C, D | ۱٫۵ تا ۳ اینچ                                | ۴۲٬۰۰0 (290)                | ۶۳٬۰۰0 (434)                    |
| 950X          | ورق، نوار، صفحه، اشکال و میله‌ها تا ۱٫۵ اینچ  | ۵۰٬۰۰0 (345)                | ۶۵٬۰۰0 (448)                    |
| 955X          | ورق، نوار، صفحه، اشکال و میله‌ها تا ۱٫۵ اینچ  | ۵۵٬۰۰0 (379)                | ۷۰٬۰۰0 (483)                    |
| 960X          | ورق، نوار، صفحه، اشکال و میله‌ها تا ۱٫۵ اینچ  | ۶۰٬۰۰0 (414)                | ۷۵٬۰۰0 (517)                    |
| 965X          | ورق، نوار، صفحه، اشکال و میله‌ها تا ۰٫۷۵ اینچ | ۶۵٬۰۰0 (448)                | ۸۰٬۰۰0 (552)                    |
| 970X          | ورق، نوار، صفحه، اشکال و میله‌ها تا ۰٫۷۵ اینچ | ۷۰٬۰۰0 (483)                | ۸۵٬۰۰0 (586)                    |
| 980X          | ورق، نوار، صفحه تا ۰٫۳۷۵ اینچ                | ۸۰٬۰۰0 (552)                | ۹۵٬۰۰0 (655)                    |

| رتبه             | جوش پذیری        | شکل‌پذیری         | قدرت |
| بدترین           | 980X             | 980X             | 980X |
|                  | 970X             | 970X             | 970X |
| 965X             | 965X             | 965X             |      |
| 960X             | 960X             | 960X             |      |
| 955X, 950C, 942X | 955X             | 955X             |      |
| 945C             | 950C             | 945C, 950C, 942X |      |
| 950B, 950X       | 950D             | 945X, 950X       |      |
| 945X             | 950B, 950X, 942X | 950D             |      |
| 950D             | 945C, 945X       | 950B             |      |
| 950A             | 950A             | 950A             |      |
| بهترین           | 945A             | 945A             | 945A |

## توضیحات
1. Classification of Carbon and Low-Alloy Steels, retrieved ۲۰۰۸-۱۰-۰۶
2. HSLA Steel, 2002-11-15, archived from the original on 2010-01-03, retrieved 2008-۱۰–۱۱
3. Degarmo, p. ۱۱۶
4. Same density as carbon steel, see next paragraph
5. "Stainless steel properties for structural automotive applications" (PDF). Euro Inox. June 2000. Retrieved ۲۰۰۷-۰۸-۱۴
6. Cold rolled sheet steel, archived from the original on 2008-04-30, retrieved 2008-۱۰–۱۱
7. Oberg, pp. ۴۴۰–۴۴۱
8. Oberg, p. ۴۴۱
9. Oberg, p. ۴۴۲